# Petrus Cyrnæus
Petrus Cyrnæus ou Pietro Cirneo (Pierre Felce, dit), est un prêtre et historien corse du XVe siècle, né à Felce en 1447, mort vers 1506. Son ouvrage sur l’histoire de la Corse, de l’Antiquité jusqu’en 1506, le place comme le premier insulaire reconnu comme historien de l’île.

## Biographie
Natif de Felce d’Alisgiani, le 9 novembre 1447, fils de Pïcino et de Coralluccia, son nom de famille n’est pas connu. Certains auteurs lui prêtent celui de Filice, ou Felice, d’autres celui de Felge, lequel s’avère être le nom corse de Felce. Devenu orphelin très tôt et dépouillé par des parents, il s’expatrie en Italie en quête d’un avenir meilleur. Il se donne alors pour nom celui de Petrus Cyrnæus, du nom grec de l’île de Corse, Cyrnus, sa patrie. Ce nom signifie Pierre de Corse.
Il s’adonne à l’éducation des enfants dans divers endroits de l’Italie où on l’appelle volontiers Pietro Cirneo, puis se fixe à Venise. Il s’attache alors à Benedictus Brognolius, professeur de latin et de grec à Venise, et suit ses leçons pendant douze ans. Il devient par la suite professeur, puis correcteur d’imprimerie, une fonction alors très scientifique. Il entre enfin dans les ordres, où il trouve le calme nécessaire pour assouvir sa soif de connaissance. Il passe ainsi de nombreuses années en Italie, notamment en Vénétie et s’inspire de l’histoire locale dans une œuvre dont le titre est Commentarius de bello ferrariensi, ab anno 1482 ad annum 1484. Il y traite des guerres entre Ferrare et Venise, dans les années 1480. Mais indigné de voir le portrait que Strabon avait fait de sa patrie et de ses habitants en opposition directe avec le tableau avantageux qu’en avait donné Diodore de Sicile, il compose une histoire intitulée : De rebus corsisis libri IV, usque ad annum 1506. Cette œuvre majeure, que l’on retrouve imprimée pour la première fois en 1738, dans le vingt-quatrième volume de la collection de Muratori, conte l’histoire de la Corse, des origines jusqu’au XVe siècle, et fait l’éloge de cette île et de ses habitants, libres et vertueux. Il y utilise des sources désormais accessibles grâce à la toute jeune imprimerie mais aussi ses pérégrinations.
La Biographie universelle de Louis-Gabriel Michaud le décrivant volontiers de patriote zélé jusqu’à l’enthousiasme, il retourne ensuite dans son pays, la Corse, pour être affecté à la paroisse de Sant’Andria di Compuloru, laquelle dépend du futur diocèse d’Aléria ( Corse), et où il meurt vers 1506.

## Une reconnaissance posthume
Les deux œuvres majeures de Petrus Cyrnæus sont imprimées dans la première moitié du XVIIIe siècle dans la célèbre collection de Ludovico Antonio Muratori lui assurant ainsi une reconnaissance à titre posthume.
Le journal de Paris du 5 mars 1835 lui consacre un article détaillé.

## Œuvres
- Commentarius de bello ferrariensi, ab anno 1482 ad annum 1484.

Cette œuvre, dont le titre signifie en français « Commentaire de la guerre de Ferrare en 1482 », est imprimée pour la première fois à Venise en 1509, puis deux siècles plus tard dans le 21e volume de la collection de Muratori (Rerum Italicarum Scriptores, t.XXI, 1732).
Enfoui dans les Rerum italicarum scriptores de Muratori, Petrus Cyrneus (Pierre de Corse) est publié à Paris, en 1834, sur le manuscrit original par les soins de M. G.-Charles Gregorj. 
- De rebus corsisis libri IV, usque ad annum, 1506, par P. Cyrnæus.

Dans le Libros plusquam saphyros et smaragdos, caros habebat. Lib. IV, il relate son dernier séjour, à Venise, qui ne fut pas sans tribulations. « On l'y voit attaqué, le matin, lorsqu'il allait dire sa messe, par un misérable, nommé Ibrida, son ennemi ; mais Pierre se tira d'affaire au moyen de son capuchon, dont il se fit un bouclier, et du stylet, qu'en vrai Corse : ce prêtre édifiant, clément, charitable, n'avait pas cessé de porter. ».

« Ce IVe livre de Pierre de Corse, dans lequel, après avoir achevé l'histoire de sa patrie, il croit devoir donner son portrait et l'histoire de sa vie, a l'intérêt, le pathétique des plus touchans mémoires, et presque du roman et de la nouvelle, par la multitude, la diversité des aventures et surtout par la résignation religieuse de Pierre, qui, tantôt séparé de son compagnon d'infortune, voyageant presque nu, au cœur de l'hiver ; tantôt consumé par la fièvre et chassé de Fossombrone, comme pestiféré, rend toujours grâces à Dieu (ipse gratias agens Deo). Pierre ne fut point ingrat envers l'hospitalité littéraire qu'il avait trouvée à Venise et il la reconnaît dans ce passage plein de sentiment : Originem Venetorum et sancti Marci translationem ideo commemorare libuit, quod et Venetiis hos scripsi libros quicquid in me est, eis post Deum imputo ; quibus meritis quantum Veneto nomini debeam, nec litteris explicari, nec alla oratione exprimi potest. Quod enim civis sum, quod litterulas didici, omnia Venitis accepta sunt referenda, ac eorum memoria cum grata recordatione perpetuo celebranda, ut hominibus tam prœclare de me meritis si non parem beneficiis, eorum saltem aliqluam pro viribus meis gratiam referam. »

— Antoine Claude Valery in Voyages en Corse, à l'île d'Elbe et en Sardaigne - 1837, Note de bas de p. 25-26.
Cette œuvre est imprimée pour la première fois en 1738 dans le 24e volume de la même collection (Rerum Italicarum Scriptores, t.XXIV, 1738), soit plus de deux siècles après la mort de l’auteur. L’unique manuscrit se trouve à la bibliothèque nationale de France, que l’on appelait en son temps Bibliothèque du Roi.

« Par un heureux effet du sort ce manuscrit, qu'un officier français, frère d'armes de Sampiero, avait enlevé de Corse, se conservait à notre bibliothèque royale. Pierre de Corse plus ancien de près d'un siècle que Filippini, parait plus moderne, plus littéraire : écrivant à Venise, disciple du docte véronais Benoit Brugnolo, correcteur d'épreuves, depuis honoré du droit de cité, vivant au milieu de livres chéris, il composa son histoire dans la belle latinité des savants de la renaissance. »

— Antoine Claude Valery in Voyages en Corse, à l'île d'Elbe et en Sardaigne, p. 25.
Une critique de cette œuvre est publiée par Camille Friess dans le journal de l'Institut Historique de mars 1835,. L’archiviste apprécie le talent de l’auteur mais juge disproportionnées les parties relatives au siège de Bonifacio d’une part et « à la vie malheureuse et pleine d’aventures de l’auteur » d’autre part.